# 胸前十字架
胸前十字架作為專門用語指的是在部分基督教如天主教中高階神職人員的服裝的重要配件，也就是一個掛在胸前的十字架鍊墜。在一般情形下胸前十字架會比一般常見的十字架項鍊的墜子大，並且經常但非絕對的貴金屬製成並鑲上寶石。造型上有些做成苦像，也有些是以宗教符號為主題。

## 羅馬天主教
在天主教，胸前十字架是用於教宗、主教、樞機、修院院長等有教長（prelate）身分的神職人員的服裝配件。除了在日常穿著在神職袍外頭外，在儀式中也會做為服裝的一部分而穿在長白衣外頭。除前述的教長職務者外，由教宗特許成立的各主教座堂詠禱司鐸班也能在服侍座堂隆重禮儀的詠禱職務時也能配上胸前十字架，但不能在他們各自主祭彌撒時。
首位將胸前十字架列為宗座服飾一部份的是教宗英諾森三世，而胸前十字架首見於主教服飾一環的最早可考據到13世紀的聖普爾桑的杜蘭鐸
（Durandus of St Pourcain）。